# Coupe Memorial 1953
Navigation
Édition précédente Édition suivante
La finale de l'édition 1953 de la Coupe Memorial est présentée au Shea's Amphitheatre de Winnipeg au Manitoba ainsi qu'au Wheat City Arena de Brandon, également au Manitoba et est disputé entre le vainqueur du Trophée George T. Richardson, remis à l'équipe championne de l'est du Canada et le vainqueur de la Coupe Abbott remis au champion de l'ouest du pays.

## Équipes participantes
- Les Flyers de Barrie de l'Association de hockey de l'Ontario, en tant que champion du Trophée George T. Richardson.
- Les Canadiens de St. Boniface de la Ligue de hockey junior du Manitoba en tant que vainqueur de la Coupe Abbott.

### Résultats
| Match | Vainqueur                 | Résultat | Perdant                   | Lieu                           |
| ----- | ------------------------- | -------- | ------------------------- | ------------------------------ |
| 1     | Flyers de Barrie          | 6-4      | Canadiens de St. Boniface | Shea's Amphitheatre (Winnipeg) |
| 2     | Flyers de Barrie          | 6-3      | Canadiens de St. Boniface | Wheat City Arena (Brandon)     |
| 3     | Flyers de Barrie          | 7-5      | Canadiens de St. Boniface | Shea's Amphitheatre            |
| 4     | Canadiens de St. Boniface | 7-4      | Flyers de Barrie          | Shea's Amphitheatre            |
| 5     | Flyers de Barrie          | 6-1      | Canadiens de St. Boniface | Shea's Amphitheatre            |

## Effectifs
Voici la liste des joueurs des Flyers de Barrie, équipe championne du tournoi 1953 :
- Entraîneur : Hap Emms
- Gardiens : George Cuculick et Marv Edwards.
- Défenseurs : Don Cherry, Jack Higgins, Doug Mohns, Ken Robertson, Larry Thibault et Ralph Willis.
- Attaquants : Orin Carver, Bill Harrington, Tim Hook, John Martan, Don McKenney, Fred Pletsch, Tony Poeta, James Robertson, Skip Teal, Orval Tessier et Bob White.